# Patrón (tequila)
Patrón es una marca de tequila estadounidense producida en México y vendida en botellas sopladas a mano y enumeradas individualmente.
Hecho totalmente de agave azul, se produce en cinco versiones: Silver, Añejo, Reposado, Gran Patrón Platinum y Gran Patrón Burdeos.
Patrón también vende una mezcla de café con tequila conocida como Patrón X.O. Cafe y un triple sec, Patrón Citrónge. Cuenta con una gama alta de tequila con distribución limitada Gran Patrón Burdeos Añejo.
Junto a otros licores, Patrón es notable por las frecuentes menciones que se le hacen en la cultura Pop, del Hip-Hop, y música R&B.

## Historia
La compañía Patrón Spirits, con sede en Las Vegas, Nevada, fue fundada en 1989 por John Paul DeJoria, cofundador de John Paul Mitchell Systems.